# Реннер, Отто
О́тто Ре́ннер (нем. Otto Renner; 25 апреля 1883 — 8 июля 1960) — немецкий ботаник, профессор ботаники и миколог. 

## Биография
Отто Реннер родился в городе Ной-Ульм 25 апреля 1883 года.
В 1920 году после окончания войны он был назначен профессором ботаники в Йене. Отто Реннер работал там в течение 28 лет. 
В 1935 году он стал членом-корреспондентом Баварской академии наук, а в 1949 году — действительным членом ассоциации учёных. Реннер был также иностранным членом Лондонского королевского общества (1955), Национальной академии наук США (1954).
Отто Реннер умер в Мюнхене 8 июля 1960 года.

## Научная деятельность
Отто Реннер специализировался на Мохообразных, семенных растениях и на микологии.

## Некоторые публикации
- (1906) Beiträge zur Anatomie und Systematik der Artocarpeen und Conocephaleen insbesondere der Gattung Ficus. Leipzig: Engelmann. Reimprimió Kessinger Publishing, LLC, 2010, 138 pp. ISBN 1-167-76420-X.
- (1934) Die pflanzlichen Plastiden als selbständige Elemente der genetischen Konstitution. Leipzig: Hirzel.
- (1929) Artbastarde bei Pflanzen. Berlin: Gebr. Bornträger.
- (1925) Untersuchungen über die faktorielle Konstitution einiger komplexheterozygotischer Oenotheren. Leipzig: Gebr. Borntraeger.
- (1929) Handbuch der Vererbungswissenschaft, vol. 2, A; Artbastarde bei Pflanzen.
- (1958) Über den Erbgang des Cruciata-Merkmals der Oenotheren: 8. Verbindungen der Oenothera atrovirens, und Rückblick.
- (1961) William Bateson und Carl Correns. Sitzungsberichte Der Heidelberger Akademie Der Wissenschafte. Editor Springer[-Verlag], 23 pp. ISBN 3-540-02749-1.